# Чираккол
Чираккол (в верхнем течении — Чирактопур) — река в России, протекает в Малокарачаевском районе Карачаево-Черкесской республики. Длина реки составляет 10 км. Площадь водосборного бассейна — 26,4 км².
Начинается в ложбине между горами Чирактопур и Гудгора, течёт в северо-восточном направлении по ущелью, поросшему лесом. Устье реки находится в 19 км по левому берегу реки Эшкакон на высоте 1269,4 метра над уровнем моря.

## Данные водного реестра
По данным государственного водного реестра России относится к Западно-Каспийскому бассейновому округу, водохозяйственный участок реки — Подкумок от истока до города Кисловодск. Речной бассейн реки — Бессточные районы междуречья Терека, Дона и Волги.
Код объекта в государственном водном реестре — 07010000412108200001784.